# Michael Ferris
Pour les articles homonymes, voir Ferris.
Michael Ferris est un scénariste américain né le 29 janvier 1961. Il travaille le plus souvent en collaboration avec l'autre scénariste John Brancato.

## Filmographie

### Scénariste
- 1990 : Watchers II (crédité comme Henry Dominic)
- 1991 : Flight of Black Angel (TV) (crédité comme Henry Dominic)
- 1991 : Unborn (crédité comme Henry Dominic)
- 1991 : Femme Fatale
- 1991 : Mariés, deux enfants (Married… with Children) - Saison 5, épisode 21
- 1992 : Into the Sun
- 1992 : Mindwarp (crédité comme Henry Dominick)
- 1992 : Severed Ties (crédité comme Henry Dominic)
- 1992 : Interceptor
- 1995 : Traque sur Internet (The Net)
- 1995 : Æon Flux - Saison 3, épisode 5
- 1997 : The Game
- 1998 : Traque sur Internet (The Net) - épisodes inconnus
- 2000 : Les Médiums (The Others) - Saison 1, épisodes 1, 2, 11, 12 et 13
- 2003 : Terminator 3 : Le Soulèvement des machines (Terminator 3: Rise of the Machines)
- 2004 : Catwoman
- 2007 : Primeval
- 2009 : Terminator Renaissance (Terminator Salvation)
- 2009 : Clones (Surrogates)
- 2015 : Les Simpson (The Simpsons) - saison 27, épisode 8 : Les Chemins de la gloire
- 2017 : The Professional (Hunter's Prayer) de Jonathan Mostow
- 2018 : Les Simpson (The Simpsons) - saison 30, épisode 6 : De Russie sans amour

### Producteur
- 1991 : Flight of Black Angel (TV) (producteur associé)
- 1997 : The Game (coproducteur)
- 2000 : Les Médiums (The Others) (série télévisée)